# Селезньов Олексій Сергійович
Олексій Сергійович Селезньов (Селезнів, рос. Алексей Сергеевич Селезнёв, фр. Alex Seleznev; * 1888, Тамбов, Росія — † 1967, Бордо, Франція) — російський шаховий композитор і шахіст, який у різний час жив у Російській імперії, Німеччині, СРСР та Франції.

## Ігрова кар'єра

### Ранні роки, життя в Німеччині
Перші успіхи мав у московських змаганнях: 2-е місце у чемпіонаті Москви 1910, 1-2 місця у турнірі 1913 року.
Учасник побічного турніру міжнародного шахового конгресу у Мангаймі влітку 1914. 1 серпня Німеччина оголосила війну Росії — почалась Перша світова війна, а всіх російських шахістів, (у тому числі Селезньова) було інтерновано. У другій половині серпня гравців переселено з в'язниці до готелю в курортному містечку Баден-Баден. Виступав у турнірах російських військовополоненних, де найкращим результатом стало друге місце у 1915 році. Після того, як гравців звільнили, свої дорожні шахи Селезньову віддав майбутній чемпіон світу Олександр Алехін і згодом ця історія стала досить відомою.
Брав активну участь у шаховому житті Німеччини: зіграв унічию зі швейцарським теоретиком шахів Гансом Фарні (1916 рік, м. Тріберг; +2 −2 =2) і з мінімальною перевагою поступився Єфимові Боголюбову (1917, Тріберг; +2 −3 =3).
У 1919 році в Берліні проведено матч-турніри, у яких взяли участь 4 сильних гравців: Єфим Боголюбов, Ріхард Реті, Олексій Селезньов і Рудольф Шпільман. Селезньов прекрасно виступив у них, посівши 2-е та 1-е місця. За це він був удостоєний титулу «маестро», яким тоді називали провідних шахістів.
Після турніру російський майстер жив у Берліні, де провів ряд матчів: 1919 року упевнено переміг берлінських шахістів О. Теннера й Г. Шоріса з однаковим результатом (+3 −0 =3), 1920 року — Курта фон Барделебена (+2 −0 =4), а 1921 — відомого майстра Ріхарда Тайхмана (+1 −0 =1).
Поряд з успіхами в Берлінських «четвертних» турнірах 1919, найвищими досягненнями Селезньова стали 4-е місце в міжнародному турнірі у м. Моравска-Острава (1923) і 4-5 місце на міжнародному турнірі в італійському Мерано (1924). Так, у турнірі в Моравска-Остраві росіянин фінішував позаду Емануїла Ласкера, Ріхарда Реті та Ґрюнфельда, випередивши видатних зірок: Ейве, Тартаковера, Боголюбова, Тарраша, Шпільмана, Рубінштейна та інших.

### Повернення до СРСР
1924 року повертається на батьківщину — взяв участь у 3-му чемпіонаті СРСР, де поділив 6-8 місця.
Три роки гравець провів у Москві, згодом переїхав до України. Селезньов переміг у чемпіонаті УРСР 1927 року, але через московську прописку його виступи та перемога залишились поза заліком.
Певний час жив у Харкові, де познайомився зі старшим братом Олександра Алехіна — Олексієм, який працював секретарем Всеукраїнської шахово-шашкової секції. У своєму листі з-за кордону Алехін повідомив, щоб зробити дорожні шахи, подаровані ним Селезньову, головним призом масових шахових змагань на Донбасі, які було проведено 1929 року.
У тридцятих роках Селезньов переселився до Донбасу, де викладав німецьку мову. Під час радянсько-німецької війни працював перекладачем у Юзівській земній управі, а згодом разом з німецькими військами відступив на Захід, не повертаючись назад. У СРСР шахіста визнали колаборантом — його життєпис замовчувала цензура, згадки про Селезньова зникли зі сторінок усіх радянських шахових довідників аж до початку «перебудови».

### Останні роки
Після капітуляції Німеччини майстер мешкав в українському таборі переміщених осіб в американській окупаційній зоні в місті Швайнфурт, де був членом шахової ланки Українського Спортивного Товариства «Зоря», а після переїзду до сусіднього Ашаффенбурґу — шахової ланки УСТ «Запоріжжя».
У квітні 1946 року разом з іншим утікачем від радянської окупації, українцем Федором Богатирчуком, керував турніром українських шахових дружин на першість американської зони Німеччини, що проходив поблизу Мюнхена в курортному містечку Бад Верісгофен.
У 1947 році став чемпіоном Ашаффенбурґу. На 3-му турнірі балтійських народів поділив 8-9 місця із майбутнім чемпіоном ФРН 1957 Паулем Треґером. Всього у турнірі було 14 шахістів досить високого рівня, зокрема 3-є місце посів Єфим Боголюбов.
Після виїзду із табору для переміщених осіб вирішив переїхати до Франції, де й помер 1967 р. у місті Бордо.

## Турнірні результати

### Чемпіонати України
Олексій Селезньов зіграв у п'яти фінальних турнірах чемпіонатів України, набравши загалом 38 очок із 66 можливих (+21-11=34).
| Рік  | Місто   | Турнір                | + | − | =  | Результат | Місце |
| ---- | ------- | --------------------- | - | - | -- | --------- | ----- |
| 1927 | Полтава | 4-й чемпіонат України | 8 | 0 | 7  | 11½ з 15  | [ 1 ] |
| 1928 | Одеса   | 5-й чемпіонат України | 5 | 1 | 9  | 9½ з 15   | — 4   |
| 1931 | Харків  | 6-й чемпіонат України | 4 | 3 | 4  | 6 з 11    | — 5   |
| 1933 | Харків  | 7-й чемпіонат України | 2 | 3 | 3  | 3½ з 8    | 4     |
| 1936 | Київ    | 8-й чемпіонат України | 2 | 4 | 11 | 7½ з 17   | 11    |

## Шахова композиція
Олексій Селезньов був одним із найвідоміших шахових композиторів поч. XX століття, а його етюди незмінно входили до різноманітних збірок і підручників.

Левенфіш у передмові до збірника «100 шахматных етюдов» зазначив: 
|  | О. С. Селезньов належить до того не надто багатолюдного кола майстрів, які щасливо поєднують практичну гру з творчістю у царині етюдної композиції. Практична майстерність освітлює його досягнення у названій області. Твори Селезньова нагадують нам у цьому розумінні етюди Реті, Маттісона, Григор'єва. ...Селезньов постійно уникає надуманих позицій, які часто є неминучими при здійсненні складних ідей шахових проблем. Його етюди здаються кінцівками справді гарних партій... Навчаючи шахістів, я часто демонстрував їм етюди Селезньова, які незмінно знаходили визнання у слухачів |

Прихильником таланту Селезньова був чемпіон світу Емануїл Ласкер, який 1919 року видав у Берліні збірних шахових етюдів росіянина 35 Endstudien von Schachmeister A. Selesnieff. Herausgeben von Weltmeister Dr. E. Lasker («35 етюдів шахового майстра О. Селезньова, видані чемпіоном світу д-ром Е. Ласкером»).